# Аягозька міська адміністрація
Аяго́зька міська адміністрація (каз. Аягөз қаласы әкімдігі, рос. Аягозская городская администрация) — адміністративна одиниця у складі Аягозького району Абайської області Казахстану. Адміністративний центр — місто Аягоз.
Населення — 42450 осіб (2021; 38101 у 2009, 39152 у 1999, 43267 у 1989).
Станом на 1989 рік існувала Аягузька міська рада (місто Аягуз, селища Айгиржал, Єгізкизил, Жиланди, Кошкентол).

## Склад
До складу округу входять такі населені пункти:
| Населений пункт | Старі назви | Населення, осіб (1989) | Населення, осіб (1999) | Населення, осіб (2009) | Населення, осіб (2021) |
| --------------- | ----------- | ---------------------- | ---------------------- | ---------------------- | ---------------------- |
| Айгиржал, село  | -           | 54                     | 188                    | 105                    | 17                     |
| Аягоз, місто    | Аягуз       | 42729                  | 38470                  | 37537                  | 42351                  |
| Єгізкизил, село | -           | 68                     | 105                    | 104                    | 22                     |
| Жиланди, село   | -           | 196                    | 287                    | 222                    | 36                     |
| Кошкентал, село | Кошкентол   | 220                    | 102                    | 133                    | 24                     |